# アカデミー国際長編映画賞イラン代表作品の一覧

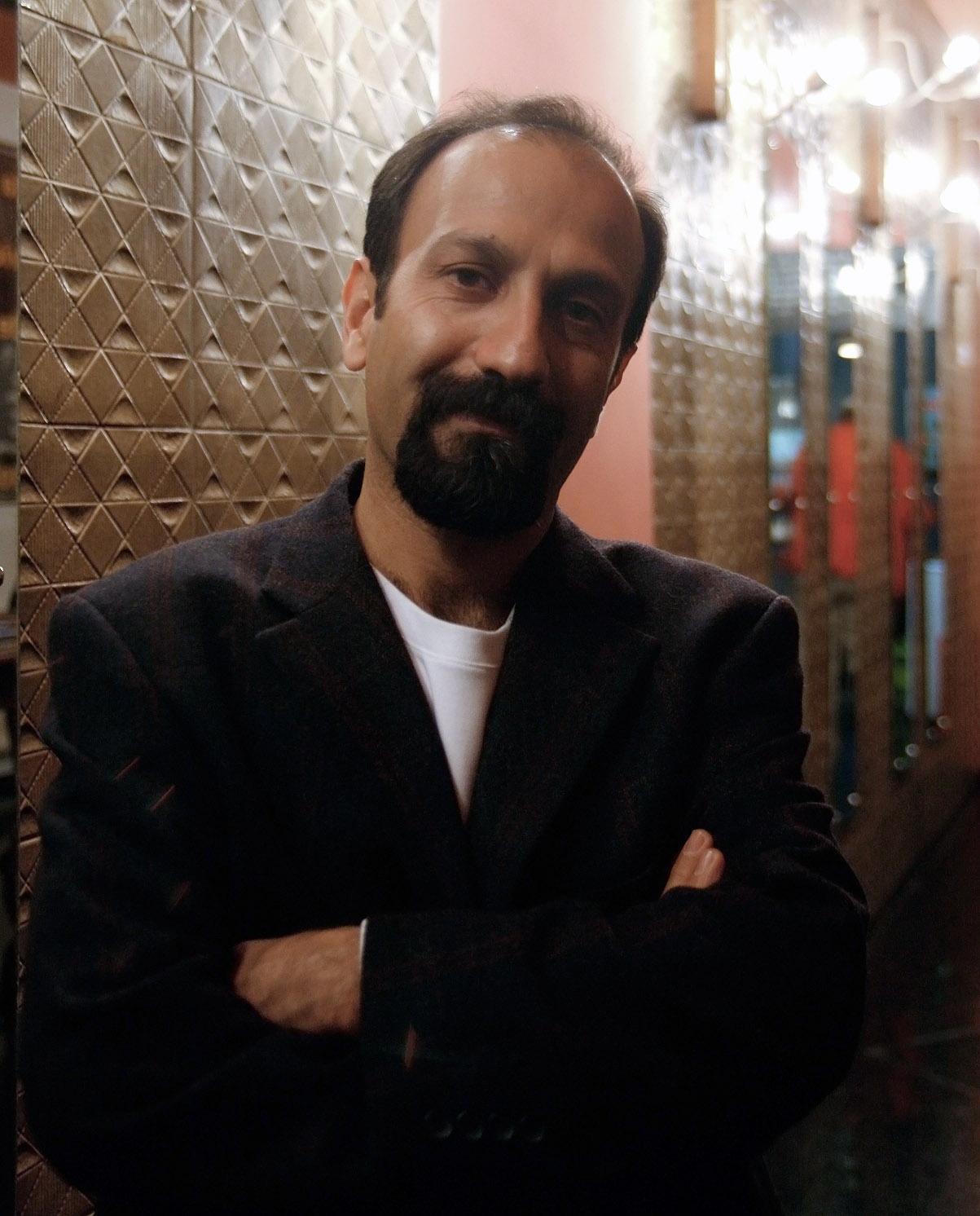
イラン史上初の受賞作『別離』（2011年）を監督したアスガル・ファルハーディー。

イランは1994年に初めてアカデミー国際長編映画賞に映画を出品した。1979年のイラン革命以前には、イラン帝国が1977年に1度だけ出品している。
2018年度までにイランは累計24作を出品しており、そのうちマジッド・マジディの『運動靴と赤い金魚』、アスガル・ファルハーディーの『別離』と『セールスマン』がノミネートに至り、『別離』と『セールスマン』が受賞を果たしている。また全出品作のうちそれぞれ5作がマジディ、ファルハーディーの監督作である。
2012年9月24日、『花嫁と角砂糖』が第85回アカデミー賞外国語映画賞へのイラン代表作に選ばれたことが発表された。しかしながら同日、イラン政府側は米国発のYouTubeビデオ『Innocence of Muslims』に対してオスカーのボイコットを要求した。ロイターはイランのイランの文化・イスラム指導相のモハマド・ホセイニがボイコットを呼びかけたと報じた。

## 代表作
1956年より映画芸術科学アカデミー（AMPAS）は外国語映画賞を設置し、各国のその年最高の映画を招待している。外国語映画賞委員会はプロセスを監視し、すべての応募作品を評価する。その後、委員会は5つのノミネート作品を決定するために秘密投票を行う。
イラン代表作は毎年秋にファラビ・シネマティック・ファウンデーションが任命した委員会によって選考されている。1995年の『白い風船』はハリウッドに提出された後にイラン側は出品撤回を求めたが、AMPASはこれを拒否した。
出品作はバフマン・ゴバディの2作品（クルド語）とファルハーディーの『ある過去の行方』（フランス語）以外は全てペルシア語である。
『I Love Vienna』（オーストリア）、『ペルセポリス』（フランス）、『そのひとときの自由』（オーストラリア）、『Baba Joon』（イスラエル）、『Under the Shadow』（イギリス）はイラン人が監督した映画であるが他国の代表として出品された。
以下はイラン代表作の一覧である。
| 年 （授賞式）   | 日本語題                   | 出品時の英題                   | 原題                     | 監督                                 | 結果             |
| --------------- | -------------------------- | ------------------------------ | ------------------------ | ------------------------------------ | ---------------- |
| 1977 （第50回） |                            | The Cycle                      | دايره مينا               | ダリウシュ・メールジュイ             | 落選             |
| 1994 （第67回） | オリーブの林をぬけて       | Through the Olive Trees        | زیر درختان زیتون         | アッバス・キアロスタミ               | 落選             |
| 1995 （第68回） | 白い風船                   | The White Balloon              | بادکنک سفید              | ジャファール・パナヒ                 | 落選             |
| 1997 （第70回） | ギャベ                     | Gabbeh                         | گبه                      | モフセン・マフマルバフ               | 落選             |
| 1998 （第71回） | 運動靴と赤い金魚           | Children of Heaven             | بچه های آسمان            | マジッド・マジディ                   | ノミネート       |
| 1999 （第72回） | 太陽は、ぼくの瞳           | The Color of Paradise          | رنگ خدا                  | マジッド・マジディ                   | 落選             |
| 2000 （第73回） | 酔っぱらった馬の時間       | A Time for Drunken Horses      | زمانی برای مستی اسب‌ها    | バフマン・ゴバディ                   | 落選             |
| 2001 （第74回） | 少女の髪どめ               | Baran                          | باران                    | マジッド・マジディ                   | 落選             |
| 2002 （第75回） |                            | I'm Taraneh, 15                | من ترانه 15 سال دارم     | Rasul Sadr Ameli                     | 落選             |
| 2003 （第76回） |                            | Deep Breath                    | نفس عمیق                 | パルヴィズ・シャーバジ               | 落選             |
| 2004 （第77回） | 亀も空を飛ぶ               | Turtles Can Fly                | لاک‌پشت‌ها هم پرواز می‌کنند | バフマン・ゴバディ                   | 落選             |
| 2005 （第78回） | こんなに近く、こんなに遠く | So Close, So Far               | خیلی دور خیلی نزدیک      | レザ・ミルキャリミ                   | 落選             |
| 2006 （第79回） |                            | Café Transit                   | کافه ترانزیت             | カンブジア・パルトヴィ               | 落選             |
| 2007 （第80回） |                            | M for Mother                   | میم مثل مادر             | Rasul Mollagholipour                 | 落選             |
| 2008 （第81回） | すずめの唄                 | The Song of Sparrows           | آواز گنجشکها             | マジッド・マジディ                   | 落選             |
| 2009 （第82回） | 彼女が消えた浜辺           | About Elly...                  | ...درباره الی            | アスガル・ファルハーディー           | 落選             |
| 2010 （第83回） |                            | Farewell Baghdad               | بدرود بغداد              | Mehdi Nader                          | 落選             |
| 2011 （第84回） | 別離                       | A Separation                   | جدایی نادر از سیمین      | アスガル・ファルハーディー           | 外国語映画賞受賞 |
| 2013 （第86回） | ある過去の行方             | The Past                       | گذشته                    | アスガル・ファルハーディー           | 落選             |
| 2014 （第87回） |                            | Today                          | امروز                    | レザ・ミルキャリミ                   | 落選             |
| 2015 （第88回） | 預言者ムハンマド           | Muhammad: The Messenger of God | محمد رسول‌الله            | マジッド・マジディ                   | 落選             |
| 2016 （第89回） | セールスマン               | The Salesman                   | فروشنده                  | アスガル・ファルハーディー           | 外国語映画賞受賞 |
| 2017 （第90回） |                            | Breath                         | نفس                      | ナルゲス・アービヤール               | 落選             |
| 2018 （第91回） |                            | No Date, No Signature          | بدون تاریخ، بدون امض     | ヴァヒド・ジャリルヴァンド           | 落選             |
| 2019 （第92回） |                            | Finding Farideh                | در جستجوی فریده          | クロッシュ・アタエ、アザデ・ムサヴィ | 落選             |
| 2020 （第93回） |                            | Sun Children                   | خورشید                   | マジッド・マジディ                   | 最終選考         |
| 2021 （第94回） | 英雄の証明                 | A Hero                         | قهرمان                   | アスガル・ファルハーディー           | 最終選考         |
| 2022 （第95回） | 第三次世界大戦             | World War III                  | جنگ جهانی سوم            | ホウマン・セイエディ                 | 落選             |